# Référendums en Lituanie
Les référendums d'initiative présidentielle, parlementaire ou populaire sont possibles en Lituanie, dont la constitution organise le cadre légal de cette forme de démocratie directe.

## Référendums législatif d'origine populaire
L'article 9 de la Constitution lituanienne du 25 octobre 1992, complétée de la loi sur les référendums de 2002 permettent à la population lituanienne de mettre en œuvre des référendums législatifs portant sur des propositions de loi,.
Les signatures d'au moins 300 000 électeurs inscrits sur les listes électorales doivent pour cela être réunies dans un délai de trois mois. En 2016, un total de 2 514 657 électeurs étaient inscrits sur les listes, ce qui équivaut à un seuil d'un peu moins de 12 % des inscrits . En pratique, le nombre de signatures à collecter est cependant plus élevé pour pallier le nombre variable de signatures invalides ou en double.
Les pétitionnaires doivent faire enregistrer leur proposition de loi auprès du Comité électoral central, et recueillir le nombre requis de signatures dans un délai de trois mois à partir de cette date.

### Restrictions et contrôle constitutionnel
Les référendums législatifs d'origine populaire ne portent que sur les domaines de la loi soumis au pouvoir du parlement. Le Parlement lituanien délibère sur l’initiative mais ne peut refuser de la soumettre à référendum, sauf en cas d'inconstitutionnalité

### Conditions de validité
Le référendum est légalement contraignant. Il n'est cependant considéré comme valide qu'a la condition de recueillir la majorité absolue des suffrages exprimés et au moins un tiers du total des inscrits  en faveur de la proposition, ainsi qu'un quorum de participation de 50 % des inscrits.